# گرگوری ۲۵۲۷
سیارک ۲۵۲۷ (به انگلیسی: 2527 Gregory، نامگذاری:1981RE) دو هزار و پانصد و بیست و هفتمین سیارک کشف شده‌است که در ۳ سپتامبر ۱۹۸۱ کشف شد.
قدر مطلق سیارک برابر ۱۳٫۰۰ است.